# 강대성 (배우)
강대성(본명: 방성배, 1977년 8월 22일 ~ 2010년 10월 30일)은 대한민국의 영화 배우이다. 2008년 현대스위스저축은행 텔레비전 광고로 데뷔하였으며, 2010년 10월 29일 성수대교에서 일어난 오토바이 사고로 인해 34세의 나이에 숨졌다.

## 출연작
- 국가대표
- 아이리스